# Marie Joseph Eustache d'Osmond
 (avril 2018).
Si vous disposez d'ouvrages ou d'articles de référence ou si vous connaissez des sites web de qualité traitant du thème abordé ici, merci de compléter l'article en donnant les références utiles à sa vérifiabilité et en les liant à la section « Notes et références ».

Armoiries

Marie Joseph Eustache d'Osmond, dit le vicomte d'Osmond, est un militaire français né à Saint-Domingue le 6 mai 1756 et mort au château de Pontchartrain le 1er octobre 1839. 

## Biographie
Fils cadet de Louis Eustache d'Osmond, 3e marquis d'Osmond, et de la marquise née Marie Louise de Pardieu de Maucomble, il fut envoyé en France très jeune et devint sous-lieutenant au régiment de Bourgogne en 1774. Réformé en 1776, il fut nommé capitaine attaché au régiment d’Orléans-Cavalerie en 1777 grâce à la protection du duc d'Orléans, Louis Philippe d'Orléans (1725-1785), à qui son oncle Gabriel Barnabé Louis d’Osmond (1716-1792), comte d'Osmond, était attaché. Promu au rang de major, il fut attaché à l’infanterie en 1779. Maître de camp en second du régiment de Cambrésis le 23 avril 1781, il devint en 1788 maître de camp commandant le régiment de Neustrie-Infanterie, en garnison à Strasbourg, puis à Schlestadt. Il fut fait chevalier de l'Ordre de Saint-Louis en 1787 et promu maréchal de camp le 1er mars 1791. 
Il émigra et servit dans l'armée de Condé. En avril 1793, il était lieutenant en second de la compagnie no 4 de l’infanterie noble. Passé en Angleterre, il devint en décembre 1794 lieutenant colonel des Hulans Britanniques de Saint Domingue, dits aussi Dragons de Charmilly, également appelés Lanciers d’Osmond. Ce corps exista jusqu’en septembre 1795. 
Commissaire extraordinaire du roi dans la 22e division militaire à Tours en mai 1814, il fut nommé lieutenant général des armées du roi le 23 juin 1814, gentilhomme ordinaire de la chambre, commandeur de l’ordre royal et militaire de Saint-Louis le 1er mai 1821.
En février 1789, il avait épousé Mlle de Vigée. Il se remaria avec Anne Marie Marthe Gilbert de Voisins, fille de Pierre Paul Gilbert de Voisins, marquis de Lhène, président à mortier au Parlement de Paris et d’Anne Marie de Merle de Beauchamps. Il eut de ce second mariage un fils Charles Marie Eustache d'Osmond (n. en 1796), qui devint baron de l'Empire au décès de son oncle, l’évêque de Nancy, en 1823.
Il mourut en 1839 au château de Pontchartrain, qui appartenait alors à son neveu, Rainulphe d'Osmond.